# Rhonda Watkins
Rhonda Watkins (ur. 9 grudnia 1987) – trynidadzko-tobagijska lekkoatletka, specjalizująca się w skoku w dal.

## Osiągnięcia
- złoty medal mistrzostw świata juniorów (Pekin 2006)
- wielokrotne mistrzostwo kraju (również w skoku wzwyż)

W 2008 Watkins reprezentowała Trynidad i Tobago podczas igrzysk olimpijskich w Pekinie. 37. lokata w eliminacjach nie dała jej awansu do finału.

## Rekordy życiowe
- skok w dal - 6,82 (2007) rekord Trynidadu i Tobago
- skok w dal (hala) - 6,57 (2007) były rekord Trynidadu i Tobago
- skok wzwyż - 1,84 (2007)